# 5-Minute Crafts
5-Minute Crafts是TheSoul Publishing擁有的一個DIY風格的YouTube頻道。截至2023年8月，它是平台上訂閱量第14位的頻道和迄今為止表現最好的YouTube Shorts。該頻道因不尋常且具有潛在危險的生活竅門以及對誘餌式標題的依賴而受到批評。

## 影片格式
5-Minute Crafts的YouTube影片是在Instagram或Facebook發布之前的影片。該頻道的內容主要包括手工藝和生活竅門相關的採用操作方法，以how-to格式設計，偶爾還有科學實驗。該頻道的影片採用一種風格，將相機聚焦在有物體的桌子上，而畫面中只有一個人的手，借助這些物體（通常是食物和DIY原料和工具）製作內容。
Tubefilter將該頻道描述為「適合兒童的DIY影片提供者」。

## 歷史
TheSoul Publishing由俄羅斯企業家Pavel Radaev和Marat Mukhametov創立，他們是一個具有社交媒體內容創作背景的團隊，他們推出了AdMe。2017年3月，公司成立了YouTube頻道亮生活。2016年11月15日，TheSoul Publishing在YouTube上註冊了5-Minute Crafts。該頻道的第一個影片「您需要知道的5個基本DIY技巧」於第二天上傳。
2017年，該頻道的訂閱者和觀看量開始快速增長。在Mic於2017年6月發表的一篇文章中，5-Minute Crafts已累積超過400萬訂閱者。2017年以後，TheSoul Publishing還創建了各種頻道。
2018年4月，Tubefilter在YouTube上報導了有關春季清潔影片的趨勢，並注意到5-Minute Crafts的參與。到11月，Vox寫道5-Minute Crafts是一個「非常成功」的頻道，引用了其當時超過100億的影片觀看次數，並在YouTube上排名第五，訂閱人數最多，當時擁有近4000萬訂閱者。在2018年12月的一周內，該頻道的影片觀看次數超過2.38億次。
2020年5月，5-Minute Crafts在Pinterest上創建了他們的第一個英語頻道。
2020年7月，5-Minute Crafts與美泰兒合作開展了一項定製品牌活動，其中包括多個專注於家庭友好型工藝品和家庭活動的DIY影片。
2021年11月，該頻道在YouTube上慶祝成立5週年，觀看時長超過17億小時，觀看次數達到210億次。2021年11月18日，綜藝評論5-Minute Crafts FAMILY擁有迄今為止表現最好的YouTube Shorts，觀看次數接近4.33億次。截至2022年1月7日，該頻道擁有7530萬訂閱者，在YouTube的訂閱人數最多的頻道中排名第11名。

## 批評
Vox將5-Minute Crafts描述為「怪異」，將其內容描述為「沒有人可以或應該複製的自己動手做的方法」，並批評該頻道大量使用點擊誘餌縮略圖。Mashable將該頻道的影片描述為「荒謬」，並且可能是一種釣魚形式，還特別指出了一段影片，該影片聲稱展示瞭如何將雞蛋浸泡在醋和楓糖漿中使其「比以前更大」。
BBC的Click批評5-Minute Crafts的「假廚房竅門」，當按照影片中的說明進行操作時，新鮮玉米芯在微波爐中產生爆米花，主持人發現玉米芯只是加熱過。How to Cook That的Ann Reardon將包括5-Minute Crafts在內的點擊誘餌食譜頻道描述為「烘焙界的假新聞」。她特別批評了一段5分鐘的手工藝影片，影片中將草莓浸泡在漂白劑中製成「白色草莓」，稱如果兒童跟著做並且吃掉它結果會很危險。